# Hans Blüher
Hans Blüher (Friburgo en Silesia, 17 de febrero de 1888-Berlín, 4 de febrero de 1955) fue un periodista y escritor alemán, siendo además uno de los mayores exponentes del movimiento de extrema derecha de liberación homosexual alemán anterior al nazismo. Se hizo conocido en el periodo de la Primera Guerra Mundial con la publicación de Wandervogel (1912) y Die Rolle der Erotik in der männlichen Gesellschaf ("El papel del erotismo en la sociedad masculina") publicado en dos tomos en 1917 y 1919.

## Pensamiento
Sus posiciones racistas y misóginas le llevaron a simpatizar con el emergente Partido Nacionalsocialista Alemán de los Trabajadores. Sus ideas sobre la «alianza viril» entre hombres, contra la influencia de las mujeres, fueron sin embargo vistas con hostilidad por la jerarquía nazi, especialmente después de que la noche de los cuchillos largos liquidará al grupo de personas más sensibles a las teorías de Blüher. En un discurso secreto de Heinrich Himmler a las SS en 1937, las ideas del escritor fueron expresamente declaradas como peligrosas.
Durante la dictadura nazi, Blüher dejó de publicar, a cambio las autoridades no le molestaron, librándole del destino de muchos homosexuales de aquel periodo. Volvió a publicar tras la guerra, pero sus ideas resultaban demasiado ligadas al clima cultural de la República de Weimar para obtener cualquier resonancia.
Hubo un intento de recuperar su pensamiento por parte de un grupo gay francés de derecha, que llevó a la traducción a aquella lengua de algunas de sus obras, pero no ha sido muy seguido. Por tanto, hoy, el interés por Blüher y su trabajo pueden ser considerados únicamente de tipo histórico.

## Obras
Todas en alemán.
- Die Achse der Natur. System der Philosophie als Lehre von den reinen Ergebnissen der Natur. Hamburg 1949 (EA), Stuttgart 1952.
- Die Aristie des Jesus von Nazareth. Philosophische Grundlegung der Lehre und der Erscheinung Christi. Prien, 1921.
- Die deutsche Renaissance. Von einem Deutschen. Prien 1924. Anonym erschienen.
- Die humanistische Bildungsmacht. Leipzig 1928. Postume Neufassung: Heidenheim an der Brenz 1976.
- Deutsches Reich, Judentum und Sozialismus. Prien, 1920.
- Einer der Homere und anderes in Prosa. Leipzig 1914.
- Die Elemente der deutschen Position. Offener Brief an den Grafen Keyserling in deutscher und christlicher Sache. Berlín, 1927.
- Die Erhebung Israels gegen die christlichen Güter. Hamburg, 1931.
- Führer und Volk in der Jugendbewegung. Jena, 1917.
- Der Judas wider sich selbst. Aus den nachgelassenen Papieren von Artur Zelvenkamp. Berlín 1922. Pseudonym erschienen.
- Mehrehe und Mutterschaft. Ein Briefwechsel mit Milla von Brosch. Jena 1919.
- Merkworte für den freideutschen Stand. Hamburg 1919.
- Philosophie auf Posten. Gesammelte Schriften 1916 – 1921. Heidelberg 1928.
- Die Rede des Aristophanes. Prolegomena zu einer Soziologie des Menschengeschlechtes. Hamburg, 1966. Kompilation postumer Schriften.
- In medias res. Grundbemerkungen zum Menschen. Jena 1919.
- Die Rolle der Erotik in der männlichen Gesellschaft. (2 Bde.) Jena 1917/19.
- Secessio Judaica. Philosophische Grundlegung der historischen Situation des Judentums und der antisemitischen Bewegung. Berlín 1922. Veränderter Nachdruck Berlín 1933.
- Der Standort des Christentums in der lebendigen Welt. Hamburg 1931.
- Streit um Israel. Hamburg 1933. Zusammen mit Hans-Joachim Schoeps.
- Traktat über die Heilkunde insbesondere die Neurosenlehre. Jena 1926. 2. Auflage: 1928. 3., veränderte Auflage: Stuttgart 1950
- Wandervogel. Geschichte einer Jugendbewegung. (2 Bde.) I.: Heimat und Aufgang II.: Blüte und Niedergang. 1. Auflage: Berlin-Tempelhof 1912
- Die Wandervogelbewegung als erotisches Phänomen. Berlin-Tempelhof 1912.
- Werke und Tage (Geschichte eines Denkers). Autobiographie. München 1953. Erstfassung: Jena 1920.
- Die Wiedergeburt der platonischen Akademie. Jena, Diederichs, 1920.